# Aargauische Kantonalbank
Aargauische Kantonalbank es un banco cantonal con base en el cantón de Argovia, Suiza. Su oficina principal se sitúa en Aarau (AG). Fundado en 1913, el Banco Cantonal de Argovia en 2021 tenía 832 empleos y 32 oficinas en Suiza, y unos activos totales de 31.777,48 millones CHF.

## Historia
Fundado en 1855 como Aargauische Bank, la compañía cambió su nombre en 1913 a Aargauische Kantonalbank. Subsiguientemente, el banco adquirió el Freiämter Bank SLO (1994) y Sparkasse Mättenwil (1999). En 1999, el banco también abrió una subsidiaria en Olten en el cantón de Solothurn que, después del cese de actividad del banco cantonal de Solothurn (Solothurnische Kantonalbank) tras una crisis financiera, ya no tenía banco cantonal.